# Ray Gigant
Ray Gigant  (jap. Originaltitel: レイギガント Rei Giganto) ist ein Computer-Rollenspiel des japanischen Entwicklers Experience. Es erschien 2015 in Japan im Vertrieb von Bandai Namco Entertainment für die mobile Konsole PlayStation Vita und Windows.

## Beschreibung
Ray Gigant spielt in einer dystopischen Zukunft, in der als Gigants bezeichnete Aliens die Erde überfallen und Tokio in Schutt und Asche gelegt haben. Während die Menschheit der Invasion weitgehend hilflos gegenüber steht, gelingt es dem Protagonisten Ichiya Amakaze mit Hilfe einer als Yorigami bezeichneten Kraft einen Gigant zu besiegen. Da er diese Macht jedoch nur unzureichend kontrolliert, zerstört er damit unbeabsichtigt auch eine ganze Stadt. Die drei Kapitel der Handlung, in der jeweils ein anderer Protagonist im Mittelpunkt steht (Ichiya Amakaze, Kyle Griffin und Nil Phineas), geht es um die Suche nach einer Methode, diese Kraft zielgerichtet zu kontrollieren.
Spielerisch handelt es sich bei Ray Gigant um einen Dungeon Crawler mit einem rundenbasierten Kampfsystem. Anders als genreüblich verzichtet das Spiel jedoch auf Zufallskämpfe. Das Kampfsystem selbst ist an Bravely Default angelehnt. Eine Besonderheit sind die Spezialattacken im sogenannten Slash Beat Modus (SBM), bei dem die Eingabe ähnlich wie bei einem Rhythmusspiel erfolgt, um den Kampfschaden zu maximieren. Die Entwicklung des Spiels wurde im Februar 2015 in der japanischen Spielezeitschrift Famitsu angekündigt. Für Japan übernahm Bandai Namco die Veröffentlichung, für den westlichen Markt wurde das Spiel vom amerikanischen Unternehmen Acttil lokalisiert und – zunächst digital – veröffentlicht. Über Limited Run Games wurde es 2017 zusätzlich auch in physischer Form auf Datenträger veröffentlicht.

## Rezeption
Das Spiel erhielt gemischte Kritiken.

„Irgendwo zwischen Neon Genesis Evangelion und Pacific Rim bietet Ray Gigant eine interessante Story mit vielen ambivalenten Figuren, die gemeinsam mit der guten Grafik schnell zu fesseln vermag. Ray Gigant sieht vor allem in den Kämpfen dramatisch besser aus als die spirituellen Vorgänger: Monster und Helden sind fein gezeichnet und animiert. Da ist es schade, dass die eher kahlen Dungeons nicht mithalten können. Ebenfalls bedauerlich: Die Spielsysteme sind durchdacht und motivierend, allerdings fehlt es über weite Strecken ein wenig an Herausforderung.“

“Ray Gigant does more right than it does wrong. Its engaging battle system, unique take on role-playing elements, gorgeous art direction, and entertaining story make it an enjoyable romp. While the bland nature of the dungeon designs and ease of the adventure make it difficult to recommend to hardened DRPG players, those looking to get into dungeon crawlers may find the simplicity of the title a poor representation of what it usually found in the genre.”

„Ray Gigant macht mehr richtig als falsch. Das fesselnde Kampfsystem, die originelle Interpretation der Rollenspielelemente, die wunderschöne Grafik und die unterhaltsame Geschichte machen das Spiel zu einem angenehmen Zeitvertreib. Während die langweiligen Dungeon-Designs und der leichte Schwierigkeitsgrad des Abenteuers eine Empfehlung für hartgesottenen DRPG-Spielern schwierig machen, könnten Spieler, die einen Einstieg in Dungeon-Crawler suchen, die Einfachheit des Titels als eine schlechte Repräsentation dessen empfinden, was man normalerweise in diesem Genre findet.“